# Калгун (округ, Мічиган)
Шаблон:StateAbbr_ 42°15′ пн. ш. 85°00′ зх. д. / 42.25° пн. ш. 85° зх. д.
Округ  Калгун (англ. Calhoun County) — округ (графство) у штаті Мічиган, США. Ідентифікатор округу 26025.

## Історія
Округ утворений 1829 року.

## Демографія
За даними перепису 
2000 року 
загальне населення округу становило 137985 осіб, зокрема міського населення було 96086, а сільського — 41899.
Серед мешканців округу чоловіків було 67098, а жінок — 70887. В окрузі було 54100 домогосподарств, 36249 родин, які мешкали в 58691 будинках.
Середній розмір родини становив 3,01.
Віковий розподіл населення поданий у таблиці:
| Стать    | До 15 років | 15-21 | 22-29 | 30-39 | 40-49 | 50-65 | 65-85 | Понад 85 |
| -------- | ----------- | ----- | ----- | ----- | ----- | ----- | ----- | -------- |
| Чоловіки | 15096       | 7073  | 6570  | 9737  | 10304 | 10675 | 6991  | 652      |
| Жінки    | 14491       | 6814  | 6747  | 10002 | 10485 | 11134 | 9541  | 1673     |

## Суміжні округи
- Ітон — північ
- Джексон — схід
- Гіллсдейл — південний схід
- Бранч — південь
- Сент-Джозеф — південний захід
- Каламазу — захід
- Беррі — північний захід

## Виноски
1. ↑  U.S. Decennial Census. United States Census Bureau. Архів оригіналу за 26 квітня 2015. Процитовано 19 вересня 2014.
2. ↑  Historical Census Browser. University of Virginia Library. Архів оригіналу за 12 грудня 2009. Процитовано 19 вересня 2014.
3. ↑  Population of Counties by Decennial Census: 1900 to 1990. United States Census Bureau. Архів оригіналу за 15 лютого 2015. Процитовано 19 вересня 2014.
4. ↑  Census 2000 PHC-T-4. Ranking Tables for Counties: 1990 and 2000 (PDF). United States Census Bureau. Архів оригіналу (PDF) за 18 грудня 2014. Процитовано 19 вересня 2014.
5. ↑  State & County QuickFacts. United States Census Bureau. Архів оригіналу за 8 липня 2011. Процитовано 27 серпня 2013.(англ.) Наведено за англійською вікіпедією.
6. ↑  American FactFinder. Бюро перепису населення США. Архів оригіналу за 29 липня 2011. Процитовано 31 січня 2008.

| США | Це незавершена стаття з географії США. Ви можете допомогти проєкту, виправивши або дописавши її. |